# Aurore Mongel
Aurore Mongel (Épinal (Vosges), 19 april 1982) is een Franse zwemster. Ze vertegenwoordigde Frankrijk op de Olympische Zomerspelen 2004 in Athene en de Olympische Zomerspelen 2008 in Peking.

## Carrière
Bij haar internationale debuut, op de Europese kampioenschappen kortebaanzwemmen 2001 in Antwerpen, strandde Mongel in de series van de 50 meter vlinderslag. Op de Europese kampioenschappen kortebaanzwemmen 2002 in Riesa eindigde Mongel als achtste op de 100 meter vlinderslag, op de 200 meter vlinderslag en de 50 en de 200 meter vrije slag werd ze uitgeschakeld in de series. Samen met Laure Manaudou, Delphine Le Prest en Solenne Figuès eindigde ze als zevende op de 4x50 meter wisselslag, op de 4x50 meter vrije slag eindigde ze samen met Laure Manaudou, Solenne Figuès en Malia Metella op de achtste plaats.
In de Spaanse hoofdstad Madrid nam Mongel deel aan de Europese kampioenschappen zwemmen 2004. Op dit toernooi eindigde ze als zesde op de 200 meter vlinderslag en als zevende op de 100 meter vlinderslag, op de 100 meter vrije slag strandde ze in de halve finales. Samen met Solenne Figuès, Céline Couderc en Malia Metella veroverde ze de Europese titel op de 4x100 meter vrije slag, op de 4x100 meter vrije slag sleepte ze samen met Laure Manaudou, Laurie Thomassin en Malia Metella de gouden medaille in de wacht. Tijdens de Olympische Zomerspelen van 2004 in Athene werd Mongel uitgeschakeld in de halve finales van de 200 meter vlinderslag en in de series van de 100 meter vlinderslag. Samen met Solenne Figuès, Céline Couderc en Malia Metella eindigde ze als vijfde op de 4x100 meter vrije slag, op de 4x100 meter wisselslag strandde ze samen met Alexandra Putra, Laurie Thomassin en Malia Metella in de series. Op de Europese kampioenschappen kortebaanzwemmen 2004 in de Oostenrijkse hoofdstad Wenen werd Mongel op alle vijf onderdelen waarop ze startte uitgeschakeld in de series. Op de 4x50 meter vrije slag eindigde ze samen met Elsa N'Guessan, Céline Couderc en Malia Metella op de vierde plaats, samen met Alexandra Putra, Anne-Sophie Le Paranthoën en Malia Metella eindigde ze als vijfde op de 4x50 meter wisselslag.

### 2005-2008
Tijdens de wereldkampioenschappen zwemmen 2005 in Montreal strandde Mongel in de series van de 200 meter vlinderslag, op de 4x100 meter vrije slag eindigde ze samen met Solenne Figuès, Céline Couderc en Malia Metella op de vijfde plaats. In Triëst nam Mongel deel aan de Europese kampioenschappen kortebaanzwemmen 2005, op dit toernooi veroverd ze de bronzen medaille op de 200 meter vlinderslag. Op de 100 meter vrije slag werd ze uitgeschakeld in de halve finales en op de 50 meter vlinderslag in de series. Samen Alena Poptsjanka, Elsa N'Guessan en Céline Couderc eindigde ze als vierde op de 4x50 meter vrije slag, op de 4x50 meter wisselslag strandde ze samen met Esther Baron, Anne-Sophie Le Paranthoën en Céline Couderc in de series.
Op de Europese kampioenschappen zwemmen 2006 in de Hongaarse hoofdstad Boedapest eindigde Mongel als zevende op de 200 meter vlinderslag, op de 100 meter vlinderslag en de 100 en de 200 meter vrije slag werd ze uitgeschakeld in de halve finales. Samen met Alena Poptsjanka, Céline Couderc en Malia Metella veroverde ze de bronzen medaille op de 4x100 meter vrije slag, op de 4x200 meter vrije slag legde ze samen met Alena Poptsjanka, Sophie Huber en Laure Manaudou beslag op de bronzen medaille.
Tijdens de wereldkampioenschappen zwemmen 2007 in Melbourne eindigde Mongel als achtste op de 200 meter vlinderslag, op de 200 meter vrije slag en op de 50 en de 100 meter vlinderslag strandde ze in de series. Op de 4x200 meter vrije slag sleepte ze samen met Alena Poptsjanka, Sophie Huber en Laure Manaudou de bronzen medaille in de wacht, samen met Alena Poptsjanka, Malia Metella en Céline Couderc eindigde ze als zesde op de 4x100 meter vrije slag. In Debrecen nam Mongel deel aan de Europese kampioenschappen kortebaanzwemmen 2007, op dit toernooi eindigde ze als zesde op de 200 meter vlinderslag en strandde ze in de series van de 100 meter vrije slag en de 50 en de 100 meter vlinderslag.
Op de Europese kampioenschappen zwemmen 2008 in Eindhoven veroverde Mongel de gouden medaille op de 200 meter vlinderslag en de bronzen medaille op de 100 meter vlinderslag, op de 100 meter vrije slag eindigde ze als vijfde en op de 50 meter vlinderslag werd ze uitgeschakeld in de halve finales. Tijdens de Olympische Zomerspelen van 2008 in Peking eindigde Mongel als zesde op de 200 meter vlinderslag, op de 200 meter vrije slag en de 100 meter vlinderslag strandde ze in de halve finales. Op de 4x200 meter vrije slag eindigde ze samen met Coralie Balmy, Ophélie-Cyrielle Etienne en Camille Muffat op de vijfde plaats, samen met Alexianne Castel, Sophie de Ronchi en Alena Poptsjanka strandde ze in de series van de 4x100 meter wisselslag. In Rijeka nam Mongel deel aan de Europese kampioenschappen kortebaanzwemmen 2008, op dit toernooi sleepte ze de zilveren medaille in de wacht op de 200 meter vlinderslag. Op de 100 meter vlinderslag eindigde ze als vijfde en op de 50 meter vlinderslag als achtste. Samen met Hanna Shcherba-Lorgeril, Alena Poptsjanka en Ophélie-Cyrielle Etienne werd ze uitgeschakeld in de series van de 4x50 meter vrije slag.

### 2009-heden
Op de wereldkampioenschappen zwemmen 2009 in de Italiaanse hoofdstad Rome eindigde Mongel als vierde op de 100 meter vlinderslag en als zesde op de 200 meter vlinderslag. Op de 4x100 meter vrije slag strandde ze samen met Hanna Shcherba-Lorgeril, Ophélie-Cyrielle Etienne en Malia Metella in de series, samen met Esther Baron, Fanny Babou en Malia Metella werd ze uitgeschakeld in de series van de 4x100 meter wisselslag. Tijdens de Europese kampioenschappen kortebaanzwemmen 2009 in het Istanboel veroverde Mongel de Europese titel op de 200 meter vlinderslag, daarnaast eindigde ze als vierde op de 100 meter vlinderslag en werd ze uitgeschakeld in de halve finales van de 50 meter vlinderslag. Op de 4x50 meter wisselslag strandde ze samen met Alexianne Castel, Fanny Babou en Hanna Shcherba-Lorgeril in de series.
In Boedapest nam Mongel deel aan de Europese kampioenschappen zwemmen 2010, op dit toernooi eindigde ze als vijfde op de 200 meter vlinderslag en als zesde op de 100 meter vlinderslag. Samen met Alexandra Putra, Sophie de Ronchi en Camille Muffat eindigde ze als zesde op de 4x100 meter wisselslag, op de 4x100 meter vrije slag eindigde ze samen met Camille Muffat, Ophélie-Cyrielle Etienne en Coralie Balmy op de zevende plaats. Op de Europese kampioenschappen kortebaanzwemmen 2010 in Eindhoven eindigde Mongel als vijfde op de 200 meter vlinderslag, daarnaast strandde ze in de halve finales van de 100 meter vlinderslag en in de series van de 50 meter vlinderslag.
Tijdens de wereldkampioenschappen zwemmen 2011 in Shanghai werd Mongel samen met Alexianne Castel, Sophie de Ronchi en Camille Muffat uitgeschakeld in de series van 4x100 meter wisselslag.

## Internationale toernooien
| Jaar | Olympische Spelen                                                                                      | WK langebaan | WK kortebaan  | EK langebaan                                                                                            | EK kortebaan |
| ---- | --- | --- | ------------- | --- | --- |
| 2001 | | geen deelname |               | | 25e 50m vlinderslag |
| 2002 | | | geen deelname | geen deelname                                                                                           | 25e 50m vrije slag 17e 200m vrije slag 8e 100m vlinderslag 9e 200m vlinderslag 8e 4x50m vrije slag 7e 4x50m wisselslag                       |
| 2003 | | geen deelname |               | | geen deelname |
| 2004 | 25e 100m vlinderslag 11e 200m vlinderslag 5e 4x100m vrije slag 14e 4x100m wisselslag                   | | geen deelname | 10e 100m vrije slag · 7e 100m vlinderslag · 6e 200m vlinderslag · 4x100m vrije slag · 4x100m wisselslag | 39e 50m vrije slag 16e 200m vrije slag 30e 50m vlinderslag 21e 100m vlinderslag 12e 200m vlinderslag 4e 4x50m vrije slag 5e 4x50m wisselslag |
| 2005 | | 18e 200m vlinderslag 5e 4x100m vrije slag                                                                                         |               | | serie 100 m vrije slag · 21e 50m vlinderslag · 12e 100m vlinderslag · 200m vlinderslag · 4e 4x50m vrije slag · 10e 4x50m wisselslag          |
| 2006 | | | geen deelname | 13e 100m vrije slag · 14e 200m vrije slag · 7e 200m vlinderslag · 4x100m vrije slag · 4x200m vrije slag | geen deelname |
| 2007 | | 21e 200m vrije slag · 26e 50m vlinderslag · 21e 100m vlinderslag · 8e 200m vlinderslag · 6e 4x100m vrije slag · 4x200m vrije slag |               | | 20e 100m vrije slag 21e 50m vlinderslag 17e 100m vlinderslag 6e 200m vlinderslag                                                             |
| 2008 | 10e 200m vrije slag 9e 100m vlinderslag 6e 200m vlinderslag 5e 4x200m vrije slag 11e 4x100m wisselslag | | geen deelname | 5e 100m vrije slag · 13e 50m vlinderslag · 100m vlinderslag · 200m vlinderslag                          | 8e 50m vlinderslag · 5e 100m vlinderslag · 200m vlinderslag · 9e 4x50m vrije slag                                                            |
| 2009 | | 4e 100m vlinderslag 6e 200m vlinderslag 10e 4x100m vrije slag 12e 4x100m wisselslag                                               |               | | 19e 50m vlinderslag · 4e 100m vlinderslag · 200m vlinderslag · 15e 4x50m wisselslag                                                          |
| 2010 | | | geen deelname | 6e 100m vlinderslag 5e 200m vlinderslag 7e 4x100m vrije slag 6e 4x100m wisselslag                       | 23e 50m vlinderslag 11e 100m vlinderslag 5e 200m vlinderslag                                                                                 |
| 2011 | | 13e 4x100m wisselslag |               | | geen deelname |

## Persoonlijke records
Bijgewerkt tot en met 13 december 2009

### Kortebaan
| Afstand          | Tijd    | Datum            | Plaats    |
| ---------------- | ------- | ---------------- | --------- |
| 100m vrije slag  | 54,04   | 20 december 2008 | Mulhouse  |
| 200m vrije slag  | 1.56,79 | 6 december 2008  | Angers    |
| 100m vlinderslag | 56,37   | 13 december 2009 | Istanboel |
| 200m vlinderslag | 2.03,22 | 10 december 2009 | Istanboel |

### Langebaan
| Afstand          | Tijd    | Datum         | Plaats      |
| ---------------- | ------- | ------------- | ----------- |
| 100m vrije slag  | 54,57   | 23 april 2009 | Montpellier |
| 200m vrije slag  | 1.57,63 | 22 april 2008 | Duinkerke   |
| 100m vlinderslag | 56,89   | 27 juli 2009  | Rome        |
| 200m vlinderslag | 2.05,09 | 29 juli 2009  | Rome        |